# Silba dispalata
Silba dispalata är en tvåvingeart som beskrevs av Mcalpine 1964. Silba dispalata ingår i släktet Silba och familjen stjärtflugor. Inga underarter finns listade i Catalogue of Life.